# 和泉

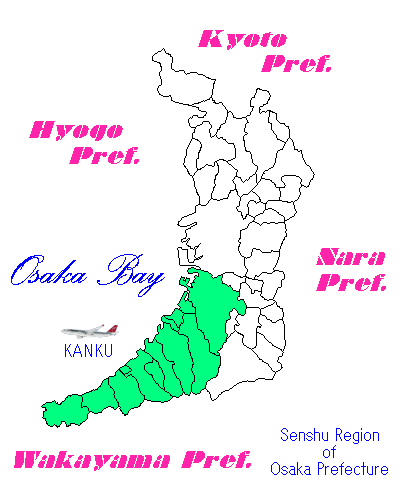
泉州地域

和泉（いずみ）は、令制国の和泉国に由来する地域名称。現在の大阪府南西部にあたる。
かつて旧国名と同名の和泉郡や和泉町があり、現在も和泉市があるため、泉州（せんしゅう）と和泉国の別称で呼ばれることが多い。
大阪府の地域区分では泉北と泉南に二分される。健康・医療や農林・水産業などでは両地域をあわせた区分を用いるが、その場合でも、和泉ではなく別称の泉州が用いられている。

## 範囲

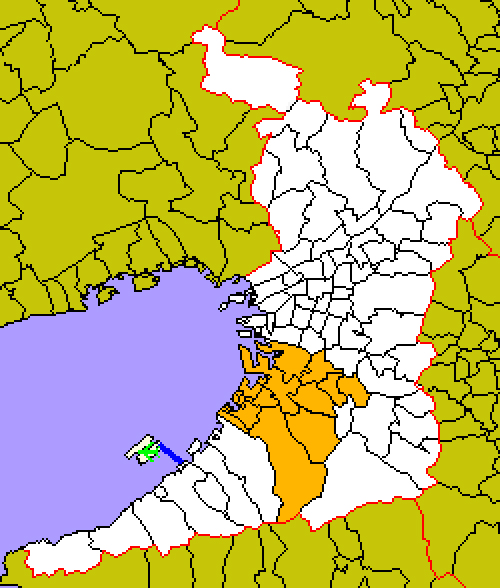
泉北地域

大阪府は堺市・泉大津市・和泉市・高石市・忠岡町の4市1町を泉北地域としている。その内、堺市は政令指定都市に指定されており、堺区・中区・東区・西区・南区・北区・美原区の7行政区を設置している。

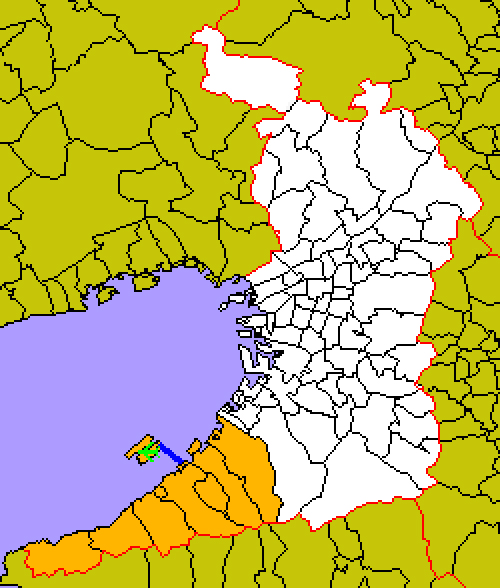
泉南地域

大阪府は岸和田市・貝塚市・泉佐野市・泉南市・阪南市・熊取町・田尻町・岬町の5市3町を泉南地域としている。その内、岸和田市は施行時特例市に指定されている。

### 新たな広域連携
広域連携に関しても、長年にわたり泉北と泉南の地域区分が適用され、それぞれ広域行政推進協議会も設置されていた。しかし、南泉州市構想や堺市の政令指定都市移行のあった2000年代中頃以降、以下の新たな広域連携の動きが活発化している。
5市1町
岸和田市・泉大津市・貝塚市・和泉市・高石市・忠岡町。南郡分割以前の和泉郡の範囲に近似する。

3市3町
泉佐野市・泉南市・阪南市・熊取町・田尻町・岬町。日根郡の範囲に近似する。

## 和泉国との差異
堺市のうち南河内郡からの編入である下記の旧町村域は河内国に属するため、上記の大阪府による地域区分とは差異がある。
- 堺市東区全域 … 旧 登美丘町・日置荘町・南八下村西部
- 堺市北区の一部 … 旧 金岡村・北八下村（大字河合を除く）
- 堺市美原区全域 … 旧 美原町

### ナンバープレート

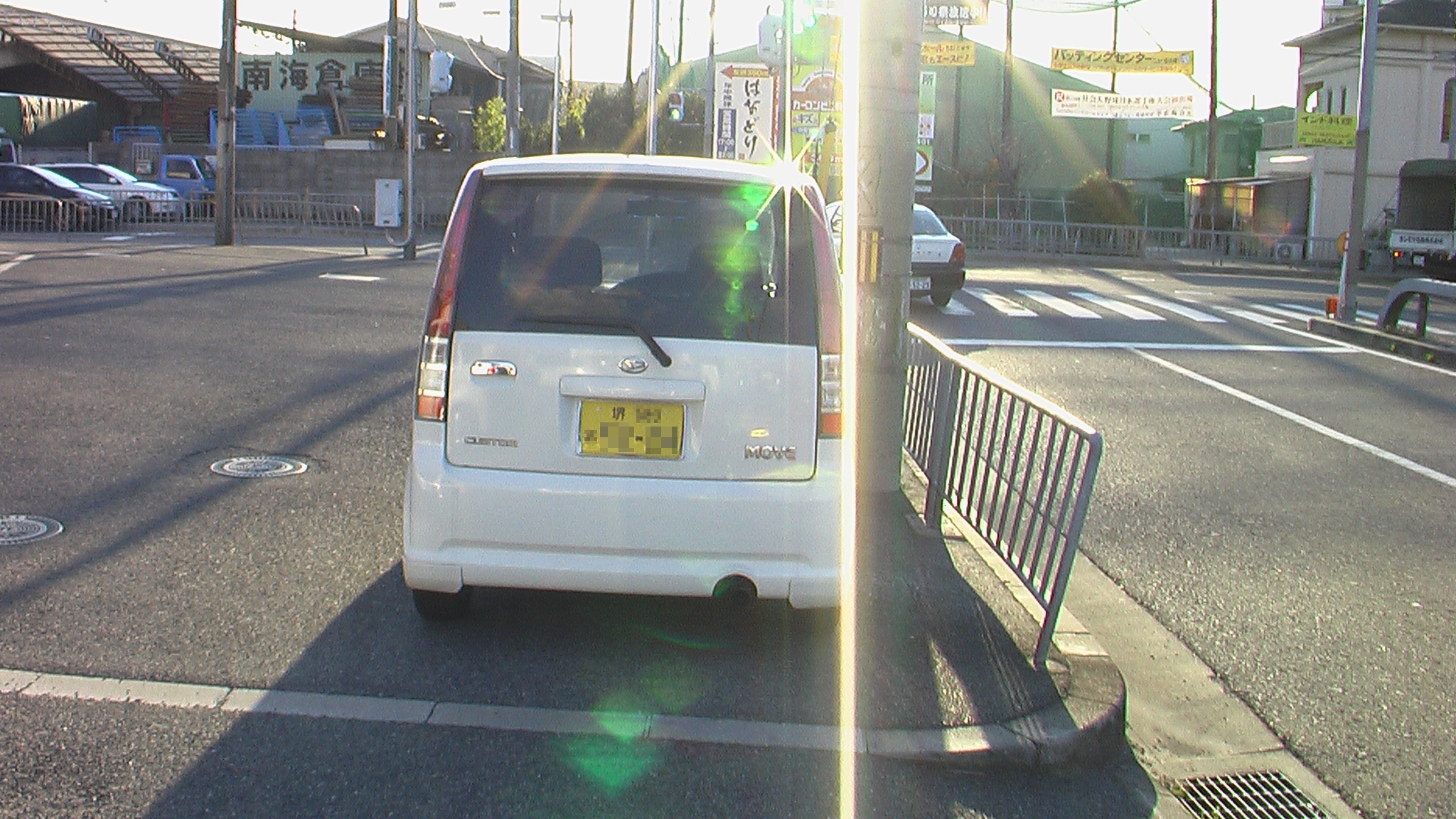
堺ナンバー

和泉市上代町にある「大阪運輸支局和泉自動車検査登録事務所」が「和泉」（旧「泉」）ナンバーを交付しているが、同事務所の管轄市町村には南河内地域の6市2町1村および中河内地域の柏原市も含まれている。
また、堺市については、2006年10月10日より「堺」ナンバー（ご当地ナンバー）が導入されている。